# 刘孝华
刘孝华（？—），男，中华人民共和国军事人物、政治人物，中国人民解放军空军少将，2019年12月－2023年4月期間，曾任中共安徽省委常委丶中国人民解放军安徽省军区司令员。